# Canado-brasileiro
Canado-brasileiros são canadenses que imigram para o Brasil, porém o termo também se aplica aos brasileiros que têm pais canadenses ou ancestralidade canadense. Muitos dos canadenses que vão para o país sul-americano vão a trabalho.
Assim como engenheiro canadense Arthur Cameron MacDonald (1863-1940), Nascido em Pictou, na província de Nova Escócia. Ele tinha 65 anos e muita experiência quando projetou e construiu a ferrovia entre Cambará e a serra de Apucarana, no Paraná. 
No Rio Grande do Sul, muitos imigrantes canadenses e principalmente o próprio País têm em comum uma parceria há anos.
Já no estado do Paraná, também na Região Sul do Brasil, na última semana, técnicos da Câmara de Comércio Brasil-Canadá e membros do Consulado Geral do Canadá estiveram em Maringá para a primeira edição do Encontro de Negócios Internacionais (Enit), promovido pelo Instituto Mercosul, Associação Comercial e Empresarial de Maringá (ACIM) e Agência de Desenvolvimento Terra Roxa. O grupo, comandado pelo cônsul do Canadá no Brasil, Benoit Prefontaine, procura parceiros para promover investimentos entre os dois países. 

## Canado-Brasileiros notáveis
- Kevin Alves
- Walter Robert McAlister